# Huddinge hembygdsförening

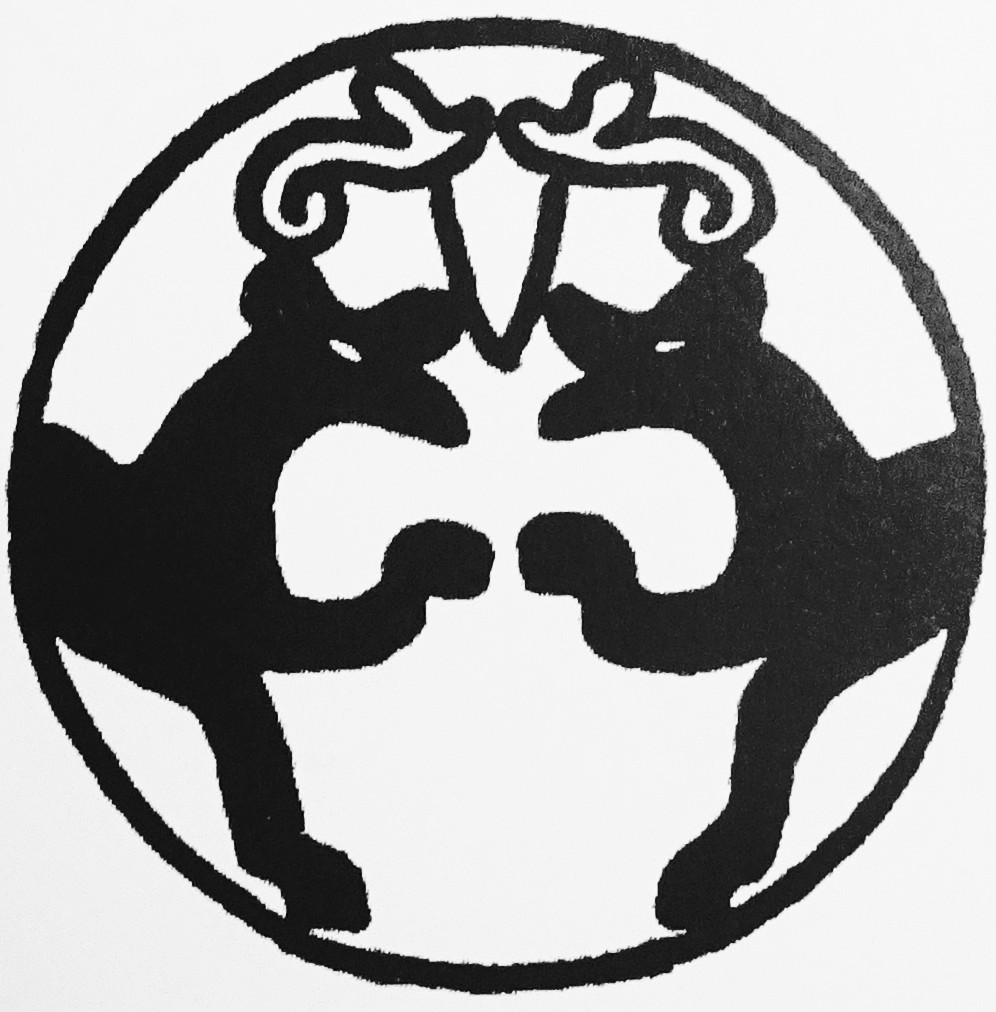
Föreningens emblem.

Huddinge hembygdsförening är en hembygdsförening i Huddinge kommun, Stockholms län. Föreningen har sin hemvist vid Paradistorget 14 i Huddinge centrum.

## Historik

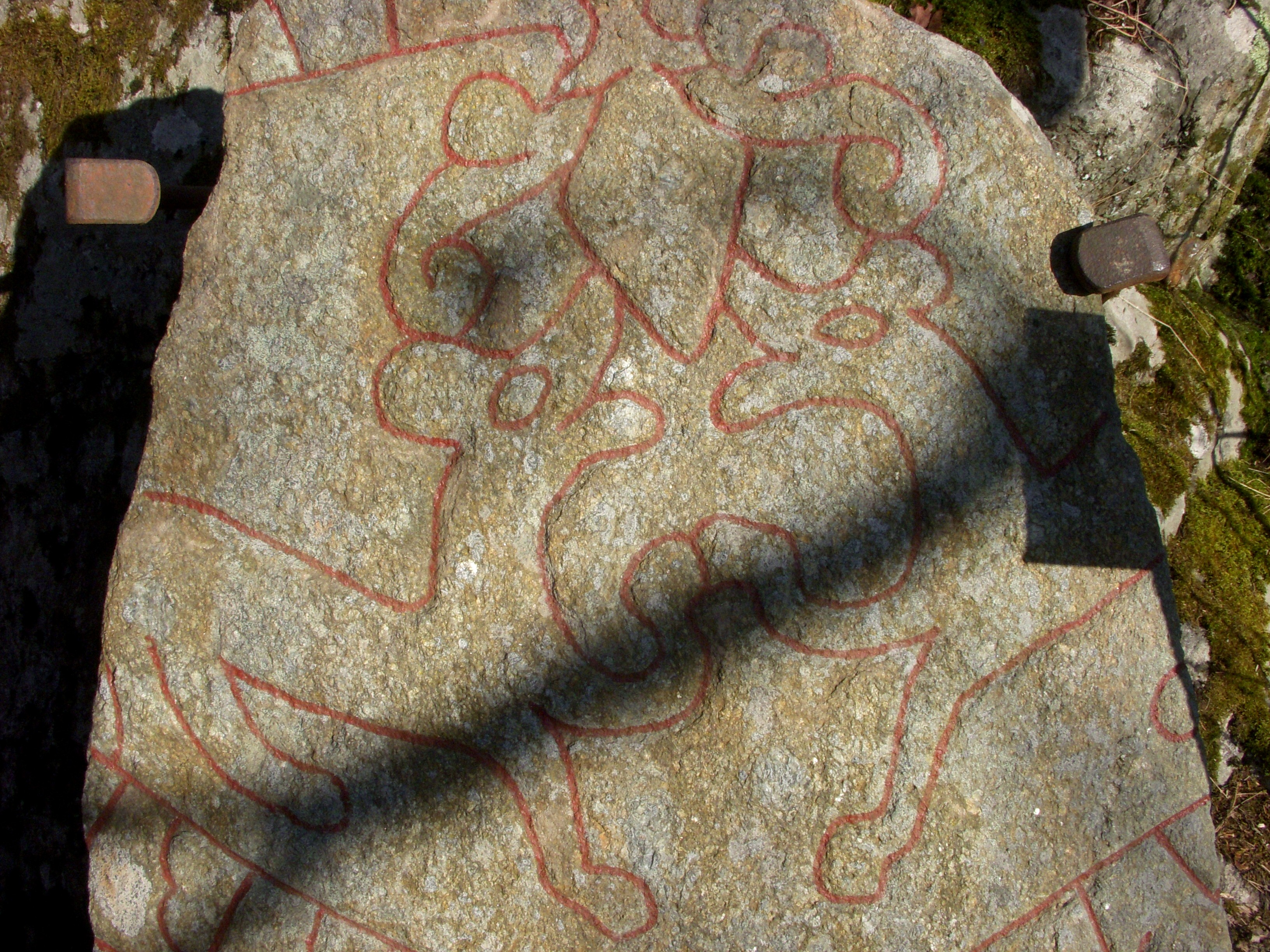
Motivet på Ågestastenen.

Huddinge hembygdsförening bildades den 20 september 1944 vid en sammankomst i Huddinge kyrkas församlingshem. Drivande kraft var dåvarande kyrkoherde i Huddinge, Carl Fromén, som även blev föreningens första ordförande. Tillsamman med sin hustru Anna och kyrkans arbetskrets skapade han även Huddingedräkten.
Föreningens emblem visar ett forntida djurmotiv som skapades 1970 med Ågestastenen som förebild. Om motivets symbolik och vad det är för djur finns många teorier, men inga slutgiltiga  forskningsresultat. Mellan de båda djurens huvuden finns en så kallad palmett som anses vara en kristen livsträdssymbol. 
Föreningens syfte är att värna och vårda hembygdens miljö och dess kulturarv och öka kunskapen om hembygden. Man sprider kunskap om Huddinge genom till exempel skrifter, föredrag, kurser och utflykter. År 2018 hade föreningen omkring 1 400 medlemmar.

## Museiverksamhet och byggnader
- Balingsta kvarn.
- Nyboda hembygds- och skolmuseum.
- Björksättra gårds smedja och tunnbinderi.
- Torpet Stensberg och magasinet vid Sundby gård.

## Bilder

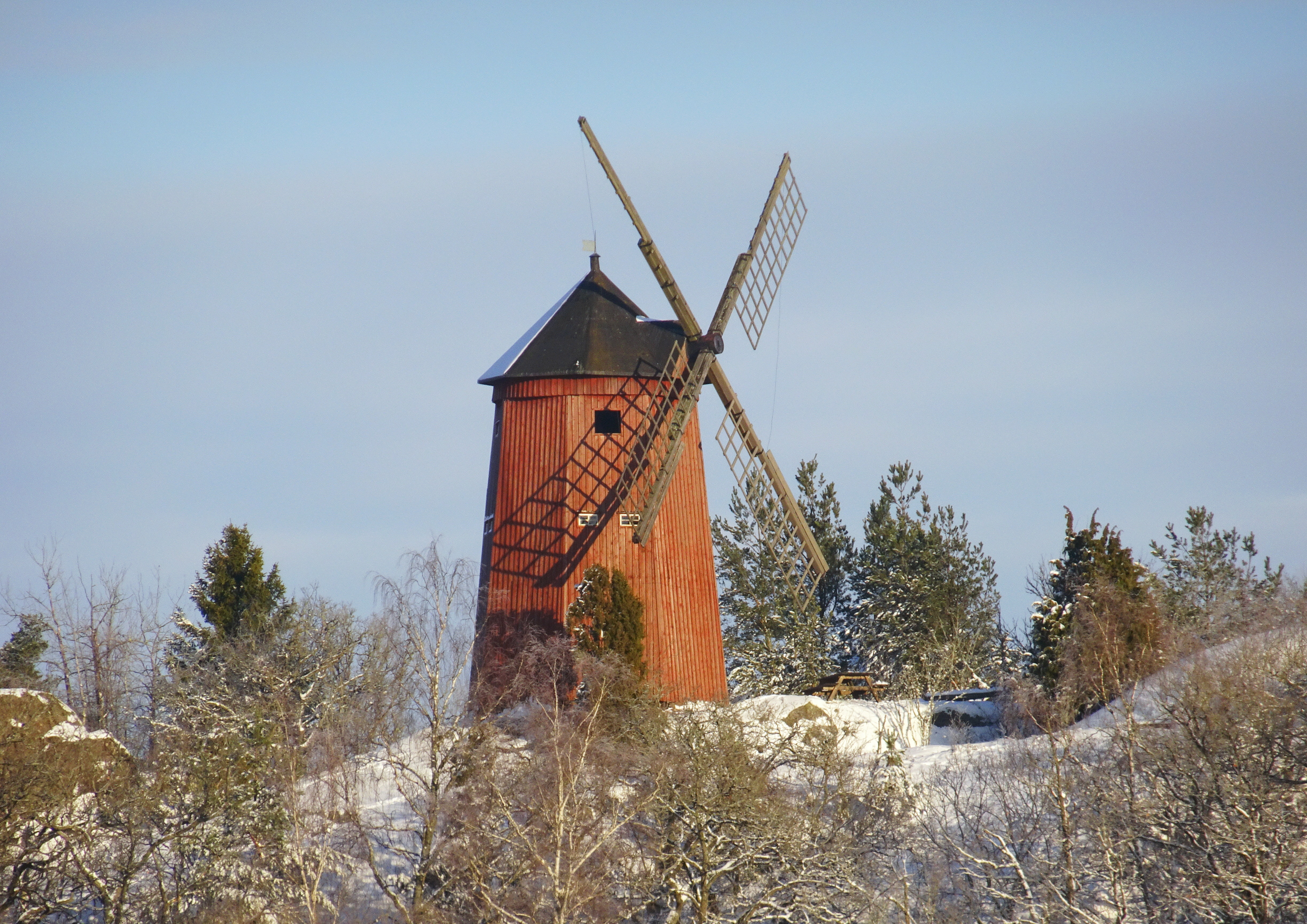
Balingsta kvarn.
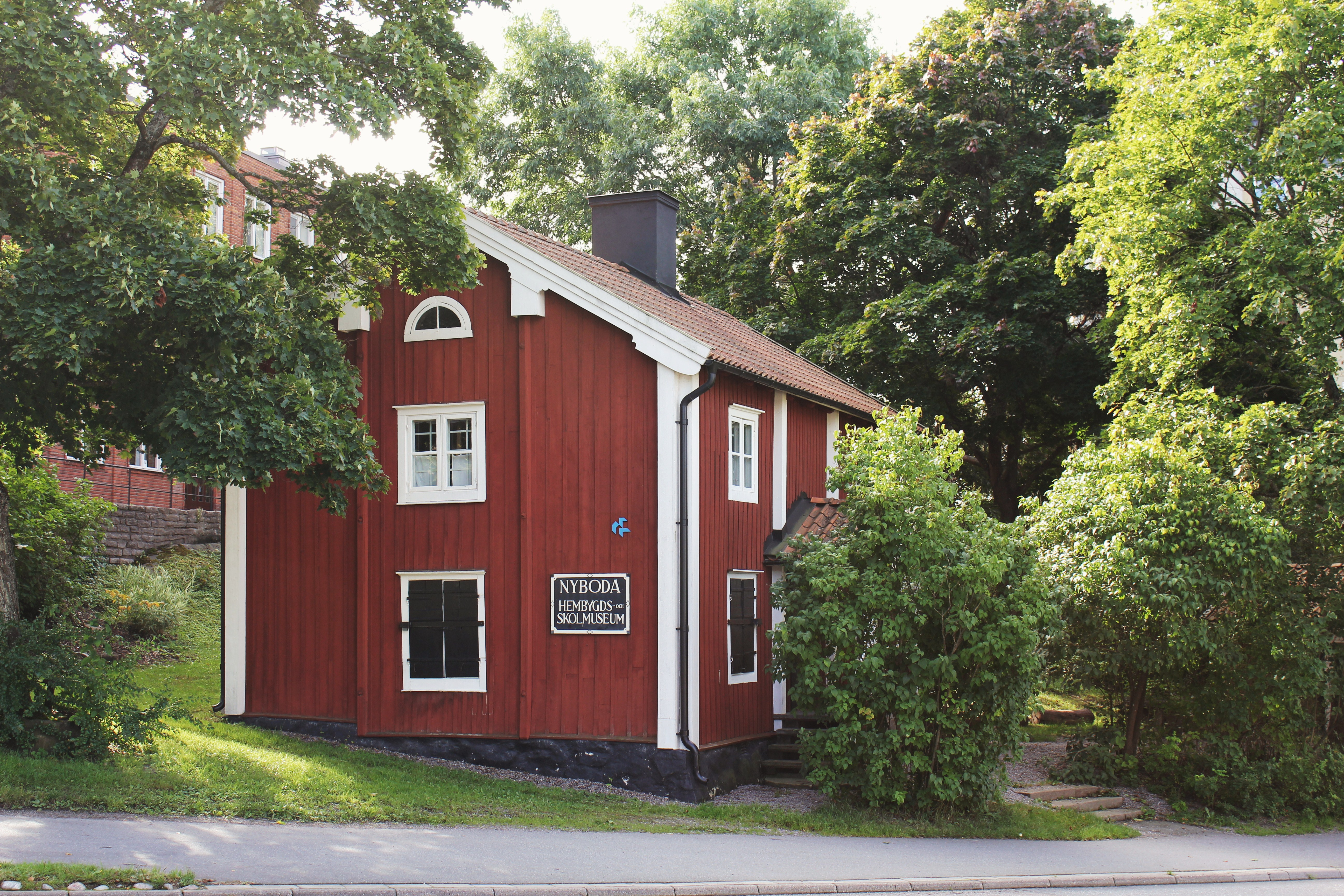
Nyboda hembygds- och skolmuseum.
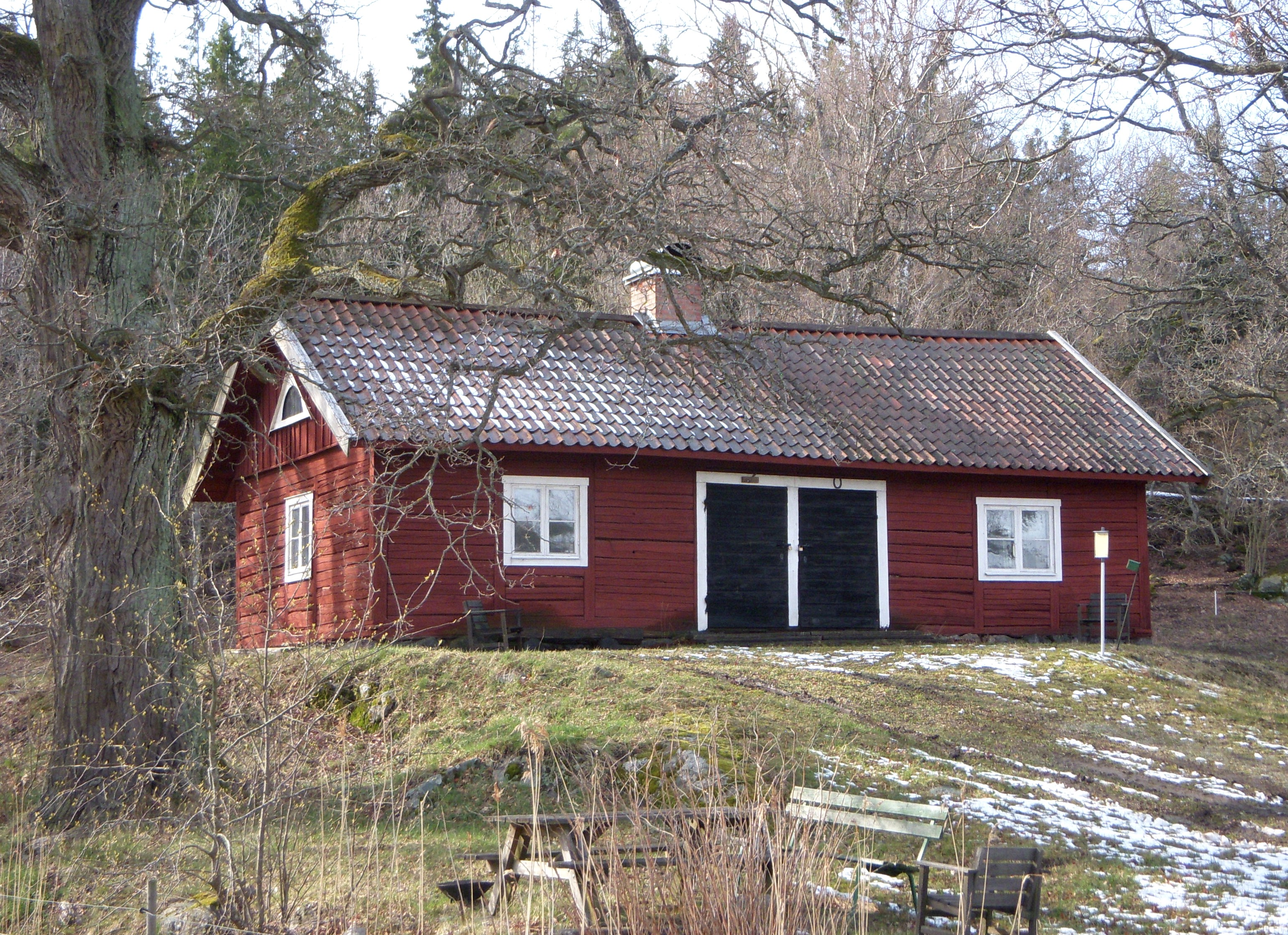
Björksättra gårds smedja och tunnbinderi.
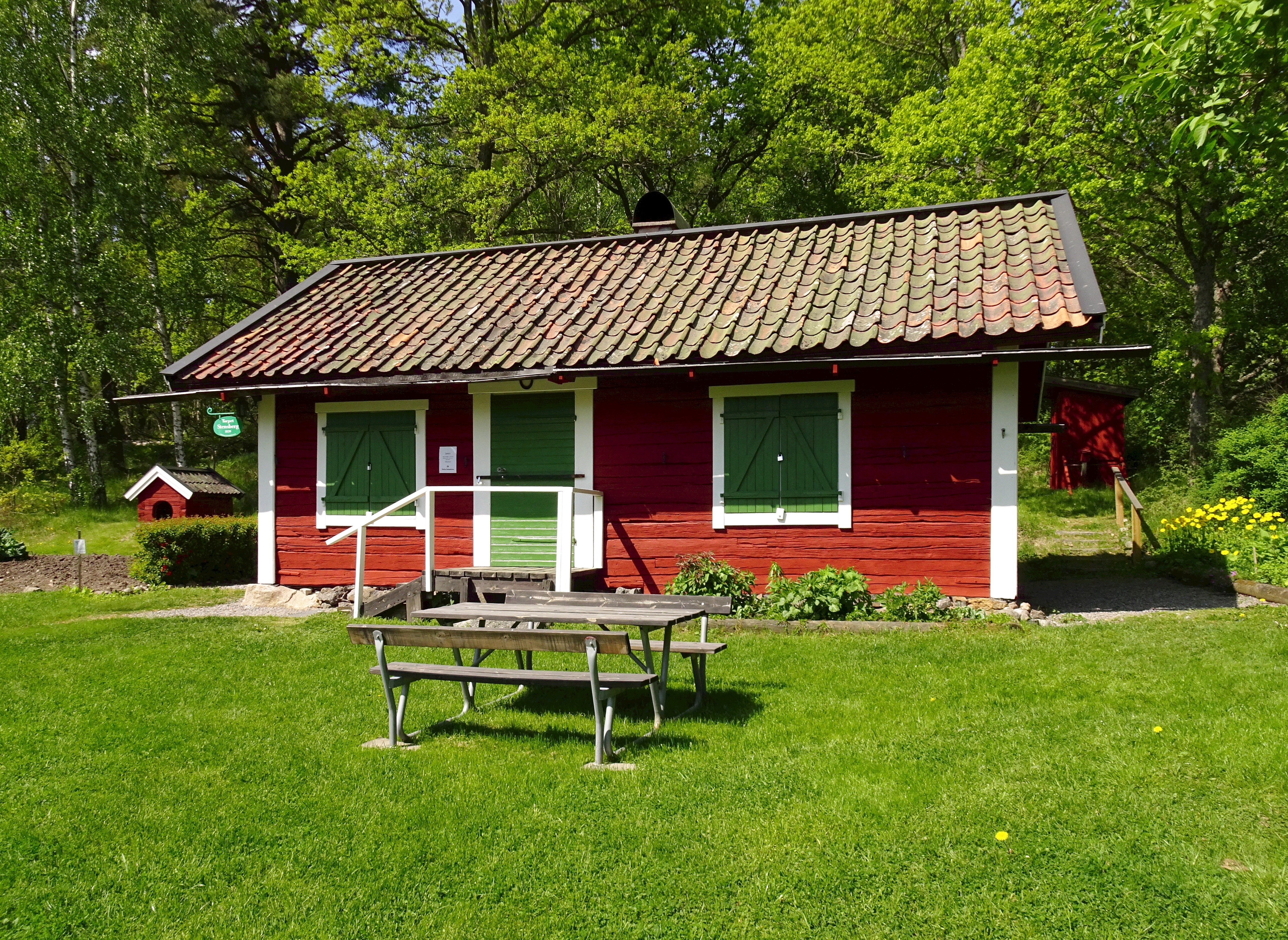
Torpet Stensberg vid Sundby gård.
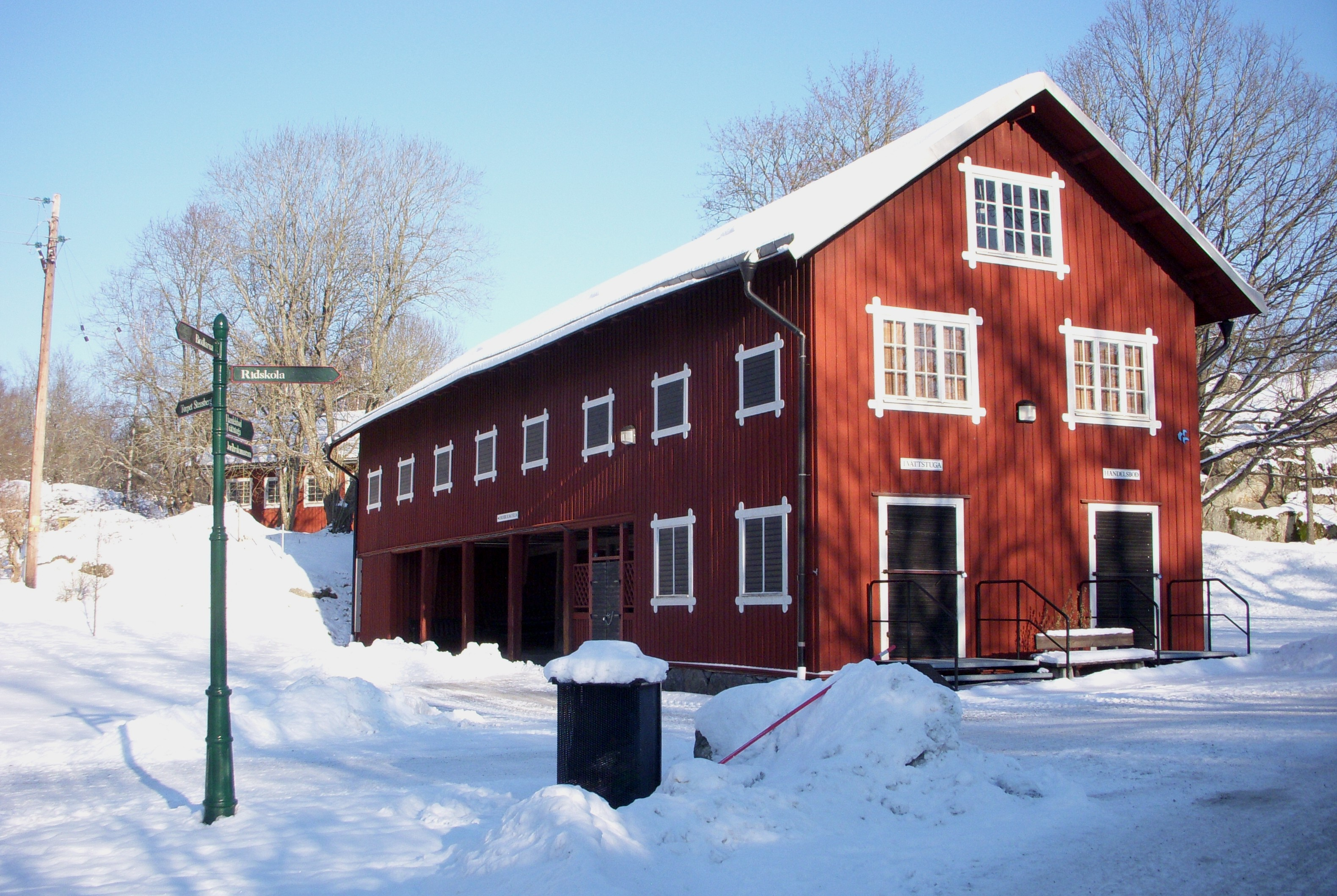
Magasinet vid Sundby gård.